# Manos: The Hands of Fate
Manos: The Hands of Fate (en español: Manos: las manos del destino, también conocida simplemente como Manos) es una película estadounidense de terror de 1966 escrita, dirigida y producida por Hal Warren. Warren era un vendedor estadounidense de fertilizantes, y realizó Manos como resultado de una apuesta que había hecho, proponiéndose además producir un film de terror de éxito con un presupuesto pequeño, de $19.000 dólares. El resultado es una película considerada entre las peores en la historia del cine mundial.
La película permaneció olvidada hasta que fue emitida por el programa de televisión Mystery Science Theater 3000. Aunque conocida principalmente por esta versión, la película original también está disponible en DVD, aunque solo para Zona 1. Actualmente la cinta se encuentra en el dominio público.
Se han realizado dos adaptaciones teatrales de Manos en estilo cómico. La primera, de Last Rites Productions, fue estrenada en Portland (Oregón) a comienzos de 2006. La segunda, un musical titulado Rock Opera of Fate, fue presentado en octubre de 2007 en Chicago por la compañía teatral New Millennium.

## Argumento
Mientras están de vacaciones cerca de El Paso, Texas, Michael, Margaret, su pequeña hija Debbie y su perro, Peppy, conducen por el desierto en busca de un hotel llamado "Valley Lodge". Margaret insiste en que están perdidos, y Michael afirma que no. Luego, son detenidos por un policía por una luz trasera rota, quien les deja ir después de que Michael se lo pide bajo el pretexto de estar en sus "primeras vacaciones". Tras largas horas de conducir por granjas y desierto, intercaladas con escenas de dos adolescentes besándose en un automóvil, la familia finalmente llega a una casa, atendida por el extraño Torgo, quien afirma cuidar el lugar «mientras el Maestro está fuera». Aprensivos, Michael y Margaret preguntan a Torgo cómo llegar al motel "Valley Lodge" y Torgo niega tener conocimiento de tal lugar. Frustrado, Michael le pide a Torgo que les deje pasar la noche, pese a las objeciones de Torgo y Margaret.
Dentro de la casa, Michael y Margaret encuentran una pintura inquietante de un hombre oscuro, de aspecto malévolo y un perro negro con ojos brillantes; Torgo dice que el hombre que aparece en el cuadro es el maestro. Margaret se asusta al escuchar un aullido siniestro; Peppy se separa de Debbie y sale corriendo tras el aullido. Michael investiga, recuperando una linterna y un revólver de su automóvil, y encuentra a Peppy muerto en el suelo. Michael entierra al perro en el desierto y vuelve a la casa. Mientras tanto, Torgo revela su repentina atracción por Margaret y le dice que aunque El Maestro quiere que se convierta en su novia, tiene la intención de quedarse con ella. Torgo luego pasa los siguientes minutos tratando de tocar su hombro. Margaret amenaza con contarle a Michael los avances, pero Torgo la convence de no decir nada prometiéndole protegerla. Michael regresa y no puede encender el auto. Torgo les dice que no hay teléfono en la casa, por lo que la familia decide pasar la noche allí, lo que aceptan de mala gana.
Después de otra escena de Torgo mirando a Margaret cambiándose de ropa, Michael y Margaret descubren que Debbie se ha ido y van a buscarla. Debbie regresa, sujetando la correa de un gran perro negro, el mismo perro de la pintura. Siguiendo a Debbie, Michael y Margaret se topan con el Maestro y sus esposas, durmiendo alrededor de un fuego abrasador. Las esposas están vestidas con camisones diáfanos, el Maestro con una túnica con dos manos rojas. Margaret y Debbie vuelven corriendo a la casa para recoger sus cosas y escapar. Cuando Michael corre detrás de ellos, Torgo aparece y usa un palo para noquearlo y luego lo ata a un poste. El Maestro despierta y convoca a sus esposas, diciéndoles que Michael debe ser sacrificado a la deidad Manos, y Margaret y Debbie se convertirán en sus nuevas esposas. Luego se va.
Las otras esposas discuten si Debbie debería convertirse en esposa o ser sacrificada también. Esto se convierte en una pelea. El Maestro regresa y termina la pelea, y decide sacrificar a Torgo y su primera esposa. Mientras tanto, Michael se despierta y se desata, volviendo a la casa para recoger a Margaret y Debbie. La familia sale de la casa y corre hacia el desierto para escapar. El Maestro convoca a Torgo y lo hipnotiza, ordenando a las esposas que lo maten. Dos de las esposas intentan matar a Torgo abofeteándolo y sacudiéndolo ligeramente, hasta que cae al suelo, aparentemente muerto. Sin embargo, luego recupera la conciencia y se pone de pie; el Maestro luego corta y quema la mano izquierda de Torgo. Torgo corre hacia la oscuridad con el muñón de la muñeca en llamas, y el Maestro sacrifica a su primera esposa.
Mientras Michael, Margaret y Debbie corren por el desierto, Margaret cae y dice que no puede ir más lejos. Aparece una serpiente de cascabel frente a ellos y Michael le dispara. El ruido atrae la atención de los policías, quienes piensan que los ruidos provienen de México y lo dejan así. Margaret convence a Michael de regresar a la casa, ya que el culto nunca pensaría en buscarlos allí. Regresan y encuentran al Maestro y su perro esperándolos. Cuando el Maestro se acerca hacia ellos, Michael dispara varios tiros a la cara a quemarropa, pero no tienen ningún efecto.
La película luego muestra a otro par de viajeros, dos mujeres que comienzan sus vacaciones. Conducen a través de una tormenta, buscando un lugar para quedarse. Después de conducir más, terminan en la casa del Maestro. Un fascinado Michael los saluda y les dice: »Cuido el lugar mientras el Maestro está fuera». La escena final muestra que Margaret y Debbie se han convertido en esposas del Maestro, y todas están dormidas.

## Producción
La película fue hecha como resultado de una apuesta de Warren con el guionista Stirling Silliphant en la que el primero aseguró que podría crear una película exitosa de terror con un presupuesto muy limitado. Warren acumuló una suma pequeña, según se informa $19.000, y empleó a un grupo de personas de un teatro local y una agencia de modelos, prometiéndoles una parte en los beneficios de la película porque carecía de fondos para pagar salarios reales. Nadie llegó a cobrar nada.
La película fue filmada en 16 mm con una cámara que solo podía grabar durante 32 segundos, lo que podría explicar muchos de los errores de continuidad. También hay varios errores en correcciones de foco mal realizadas. La cámara no registraba sonido, así que todos los efectos sonoros y diálogos fueron doblados más adelante en la postproducción, según parece solo por tres o cuatro personas incluido el propio Warren.
La carencia de presupuesto y medios obligó a que las piernas de “cabra” de Torgo, el siervo de "El Maestro", fueran hechas rellenando los pantalones de material acolchado en las rodillas y haciendo caminar al actor de forma extraña.
El rodaje de las escenas nocturnas se complicó porque los focos atraían a toda clase de insectos. También hay planos en los que el movimiento de los actores se ve limitado por el escaso alcance de los focos, que no permiten iluminar un espacio suficiente para permitir que la cámara capte la imagen.
Según se dice, además, el reducido equipo técnico de Warren aseguró que era imposible trabajar con él debido a su irascibilidad y su continuo desprecio a sus trabajadores.